# Osuwisko w Pielgrzymowicach
Osuwisko w Pielgrzymowicach – charakterystyczna i jedna z największych w okolicy forma ruchów masowych.

## Lokalizacja
Osuwisko zlokalizowane jest w województwie śląskim we wsi Pielgrzymowice. Obszar ten wchodzi w skład mezoregionu Płaskowyż Rybnicki znajdującego się w obrębie Wyżyny Śląskiej.

## Charakterystyka, budowa i geneza
| Długość [m]                | 440  |
| Szerokość [m]              | 700  |
| Powierzchnia [ha]          | 24,7 |
| Wysokość minimalna n.p.m.  | 232  |
| Wysokość maksymalna n.p.m. | 258  |
| Deniwelacje [m]            | 26   |

Pod względem geologicznym osuwisko zlokalizowane jest w obrębie zapadliska górnośląskiego. Ze względu na układ warstw podłoża określa się go subsekwentnym, złożonym. Okres jego rozwoju szacuje się na koniec plejstocenu i początek holocenu. Podłoże stanowią nieprzepuszczalne, zwięzłe iły miocenu środkowego, gliny zwałowe, a także osady zastoiskowe zlodowacenia Sanu. Jako przyczyny uruchomienia aktywności osuwiskowej wymienia się działania powodujące znaczne nawodnienie osadów, takie jak degradacja zmarzliny, erozja boczną rzek, opady i roztopy. Istotnym czynnikiem hydrodynamicznym, który wpłynął na zachwianie równowagi stoków była sufozja. Osunięciu podlegały piaski wodnolodowcowe i rzeczne, będące miejscami przewarstwione laminami iłów, które przemieściły się bardzo nisko w kierunku dna doliny, powodując odsłonięcie stromej i wysokiej skarpy głównej. Taki ruch wskazuje na szybki proces zejścia mas ziemnych ze zboczy, dziejący się prawdopodobnie w warunkach podtopienia dna doliny. Główną cechą osuwiska w Pielgrzymowicach jest silnie rozbudowana amfiteatralna nisza, w obrębie której znajdują się nisko osadzone progi ziemne, gdyż miały tu miejsce wtórne osuwiska spływowe oraz spływy gruzowo błotne. W koluwium uwidaczniają się podmokłości i wysięki. Osuwisko jest stabilne, o czym świadczy liczna zabudowa w jego obrębie.
Na dwóch sztucznych nasypach wzniesionych w obrębie osuwiska istniało grodzisko. Powierzchnia założenia obronnego wynosiła ok. 0,65 ha, z czego ok. 0,40 ha stanowił gród. Obiekt ten w późniejszym czasie przekształcono w ośrodek kultu, a obecnie znajduje się tam kościół pw. św. Katarzyny.

## Dostępność formy i udostępnienie turystyczne
W pobliżu osuwiska prowadzi czerwona trasa rowerowa – Trakt Reitzensteinów. Najbliższy szlak pieszy jest oddalony o ok. 3,5 km. Brak punktów widokowych umożliwiających obserwację osuwiska, ani zagospodarowania umożliwiającego wizyty turystów. Ponadto skarpa osuwiska jest silnie zarośnięta i słabo widoczna.

## Przykłady podobnych form
Najbardziej reprezentatywne osuwiska w okolicy opisanej formy znajdują się w miejscowościach takich jak:
- Racibórz (Obora i Brzezie),
- Pogrzebień,
- Pszów,
- Bluszczów,
- Rogów,
- Czyżowice,
- Jastrzębie Zdrój (Pochwacie)[1].

Przykłady podobnych form za granicą znajdują się:
- nad Little Salmon Lake na Półwyspie Jukon,
- w dolinie Mackenzie w okolicach Old Ford Point,
- w Lemieux koło Ottawy[1].